# Дорошенково (Крым)
Дороше́нково  (до 1948 года Тайгу́ч; укр. Дорошенкове, крымскотат. Tayğuç, Тайгъуч) — исчезнувшее село в Ленинском районе Республики Крым, располагавшееся в центре района, в степной части Крыма, примерно в 6 км к югу от современного села Ленинское.

## История
Первое документальное упоминание села встречается в Камеральном Описании Крыма… 1784 года, судя по которому, в последний период Крымского ханства Тотуй Гаджи Кыпчач входил в Орта Керченский кадылык Кефинского каймаканства. Затем, видимо, вследствие эмиграции крымских татар в Турцию, последовавшую вслед за присоединением Крыма к России 8 февраля 1784 года, деревня опустела и вновь встречается в «Ведомости о казённых волостях Таврической губернии 1829 года», согласно которой Мушам Туйгуч отнесли к Чалтемирской волости (переименованной из Кадыкелечинской). Но на картах 1836 и 1842 года обозначены лишь развалины деревни Туйч. В труде профессора А. Н. Козловского «Сведения о количестве и качестве воды в селениях, деревнях и колониях Таврической губернии», по обследованиям начала 1860-х годов упоминается Тайгуч, как деревня Сарайминской волости, в которой колодцы были глубиной от 2 до 5 саженей (от 4 до 10 м), все с солёной водой. Также имелись непересыхющие ауты (Аут — небольшой пруд в степном Крыму, наполнявшийся дождевой и талой водой).
Вновь в доступных источниках селение встречается в Списке населённых пунктов Крымской АССР по Всесоюзной переписи 17 декабря 1926 года, согласно которому, в селе Тайгуч, Ленинского сельсовета Керченского района, числилось 22 двора, из них 17 крестьянских, население составляло 92 человека, из них 63 русских, 62 болгарина, 2 украинца и 1 армянин. В селах действовали татарская и русская школы I ступени (пятилетка). Постановлением ВЦИК «О реорганизации сети районов Крымской АССР» от 30 октября 1930 года (по другим сведениям 15 сентября 1931 года) Керченский район упразднили и село включили в состав Ленинского. По данным всесоюзная перепись населения 1939 года в селе проживало 153 человека. На подробной карте РККА Керченского полуострова 1941 года в селе отмечено 23 двора.
Во время Великой Отечественной войны в районе села, в ходе проведения Керченско-Феодосийской десантной операции, на Акмонайских позициях в районе села Тайгуч вели бои части 44-й и 51-й армий Крымского фронта. Погибшие в январе—мае 1942 года воины были захоронены в братской могиле, на которой установлен памятник. Постановлением Совета министров Республики Крым № 627 от 20 декабря 2016 года памятник отнесён к категории объектов культурного наследия России регионального значения.
В 1944 году, после освобождения Крыма от нацистов, согласно постановлению ГКО № 5984сс от 2 июня 1944 года, 27 июня крымские болгары были депортированы в Пермскую область и Среднюю Азию. С 25 июня 1946 года селение в составе Крымской области РСФСР. Указом Президиума Верховного Совета РСФСР от 18 мая 1948 года, Тайгуч переименовали в Дорошенко (позже название трансформировалось в Дорошенково). Село получило название в память о Петре Леонтьевиче Дорошенко — партизане Ялтинского отряда, погибшем 26 мая 1942 года и похороненном в урочище Красный Камень Крымского заповедника. 26 апреля 1954 года Крымская область была передана из состава РСФСР в состав УССР. Время создания сельсовета пока не установлено: на 15 июня 1960 года он уже существовал. К 1968 году к Дорошенково присоединили Селезнёвку (согласно справочнику «Крымская область. Административно-территориальное деление на 1 января 1968 года» — в период с 1954 по 1968 годы), фактически — переселение (возможно, из санитарной зоны Юзмакского водохранилища), поскольку сёла находились на расстоянии свыше 1,5 км. Исключено из учётных данных, как село Ленинского сельсовета, решением ВР АР Крым от 22 сентября 2006 года.